# ۱۷۳ (قمری)
۱۷۳ (قمری)، صد و هفتاد و سومین سال در گاهشماری هجری قمری است. اول محرم این سال برابر با چهارم ژوئن سال ۷۸۹ میلادی است.

## زادگان
۱ ذی‌الحجه - فاطمه معصومه، خواهر علی بن موسی الرضا